# Basia Frydman
Basia Frydman, född 17 juni 1946 i Świebodzin, Polen, död 21 augusti 2016, var en svensk skådespelare. Hon var under en period gift med Tomas Laustiola och var mor till Rebecka Teper. Frydman tillhörde Dramatens fasta ensemble.

## Biografi
Frydman flyttade vid två års ålder med sin familj från Polen till Uppsala och började tidigt uppträda. Hon läste som barn dikter på jiddisch i judiska församlingen i Uppsala och spelade senare barn- och studentteater. Åren 1966–1968 gick hon vid Calle Flygares teaterskola och 1969–1972 vid Teaterhögskolan i Stockholm. Efter examen från Teaterhögskolan var hon engagerad vid Stockholms stadsteater 1972–1976, därefter vid Skånska teatern i Landskrona 1977–1978 och Pistolteatern 1979 samt åter vid Stockholms stadsteater 1979–1982. Åren 1982–2013 var hon engagerad vid Dramaten men därefter frilans. Åren 1983 till 1989 gjorde hon adventskalender och barnprogram för tv med Staffan Westerberg som Lillstrumpa och Syster Yster. År 1991 grundade hon tillsammans med Tomas Laustiola och Pierre Fränckel Judiska teatern i Stockholm.
På film och TV fick hon ofta spela invandrarroller, som libanesisk flyktingkvinna i Varuhuset (1989), romsk kvinna i Morsarvet (1993) och modern i Kådisbellan (1993). För den sistnämnda rollen nominerades hon till en Guldbagge 1994 för bästa skådespelerska.
Frydman gav även ut albumet Farbotene Lider ojf jiddish (1991). Hon dog 2016 efter en tids sjukdom i cancer.

## Filmografi
- 1978 – Natten den 19 november
- 1983 – Lille Luj och Änglaljus i strumpornas hus (TV-serie)
- 1984 – Sköna juveler
- 1985 – Anmäld försvunnen (TV-film)
- 1987 – Varuhuset (TV-serie)
- 1988 – Det finns för lite indianer
- 1991 – Tuppens och hönans bastu
- 1991 – Freud flyttar hemifrån
- 1993 – Pariserhjulet
- 1993 – Morsarvet (TV-serie)
- 1993 – Kådisbellan
- 1995 – Tuppens och hönans bastu & Jag har en tiger
- 1995 – Stannar du så springer jag
- 1999 – Korven
- 1999 – Majn harts gehert tsum tatn
- 1999 – S:t Mikael (TV-serie)
- 2001 – Sniglar & råttsalami
- 2002 – Beck – Kartellen
- 2003 – Solveigs resa till det norra riket
- 2004 – Leka med elden
- 2006 – Inga tårar
- 2008 – Jag är bög
- 2011 – The Stig-Helmer Story
- 2011 – Jag saknar dig

## Teater

### Roller (ej komplett)
| År   | Roll                                  | Produktion                                                       | Regi                                                   | Teater                 |
| ---- | ------------------------------------- | ---------------------------------------------------------------- | ------------------------------------------------------ | ---------------------- |
| 1971 | Berätterskan                          | De vilda svanarna H.C. Andersen                                  | Fred Hjelm                                             | Stockholms stadsteater |
| 1973 | Kvastflickan En piga                  | Gösta Berlings saga Selma Lagerlöf                               | Johan Bergenstråhle Marie-Louise De Geer Bergenstråhle | Stockholms stadsteater |
| 1979 | Mal                                   | En midsommarnattsdröm William Shakespeare                        | Göran O. Eriksson                                      | Stockholms stadsteater |
| 1994 | Fru Mopp, lokalvårdaren               | Goldbergvariationer George Tabori                                | Ingmar Bergman                                         | Dramaten               |
| 1994 | Modern Kristin Jungfrun Lord-Kanslern | Ett drömspel August Strindberg                                   | Robert Lepage                                          | Dramaten               |
| 1997 | Budbäraren Fågeln                     | The Black Rider Robert Wilson, Tom Waits och William Burroughs   | Rickard Günther                                        | Dramaten               |
| 2001 | Trudi Floote, tekniker                | Komisk talang Alan Ayckbourn                                     | Agneta Ehrensvärd                                      | Dramaten               |
| 2002 | Mlle Löven                            | Gustaf III & Dramaten Staffan Roos                               | Staffan Roos                                           | Dramaten               |
| 2004 | Ester                                 | Utanför mitt fönster Mattias Andersson                           | Birgitta Englin                                        | Dramaten               |
| 2006 | Dorothy Solanas                       | Valerie Jean Solanas ska bli president i Amerika Sara Stridsberg | Klaus Hoffmeyer                                        | Dramaten               |
| 2008 | Maria Josefa                          | Bernardas hus Federico Garcia Lorca                              | Christian Tomner                                       | Dramaten               |
| 2009 | Adéle                                 | Jane Eyre Charlotte Brontë                                       | Ellen Lamm                                             | Dramaten               |
| 2010 | Beulah Jabe Torrance                  | Mannen i ormskinnsjackan Tennessee Williams                      | Malin Stenberg                                         | Dramaten               |
| 2012 | Fröken Vega Biskopens mor             | Fanny och Alexander Ingmar Bergman                               | Stefan Larsson                                         | Dramaten               |